# Piloto mayor
Il piloto mayor era una carica designata dalla Corona spagnola che consisteva nella preparazione e nell'esecuzione di spedizioni per la Casa de Contratación.
Per poter occupare questa posizione, era necessario essere un esperto navigatore con la capacità di circumnavigare il globo, tracciare rotte marittime e sviluppare mappe per inserirle nel Padrón Real, la mappa ufficiale del regno.
Tra le responsabilità di un pilota anziano c'erano anche quelle di essere il sinodo dei candidati alla carica di pilota di navigazione e di censore di carte e strumenti di navigazione.
Per svolgere le sue funzioni si avvaleva dell'aiuto di altri piloti e cartografi.
Il 22 marzo 1508, il re spagnolo Ferdinando II d'Aragona impose per la prima volta questo onore ad Amerigo Vespucci.

## Elenco
- Amerigo Vespucci (1508-1512)
- Juan Díaz de Solís (1512-1516)
- Sebastiano Caboto (1518-1552)
- Alonso de Chaves (1552-1586)
- Rodrigo Zamorano
- Andrés García de Céspedes
- Diego Ramírez de Arellano

## Altri
- José Martín Espinosa de los Monteros
- Pedro Alonso Niño
- Andrés Niño
- Juan de la Cosa
- Jerónimo de Chaves
- Benito Aizpurúa
- Antón de Alaminos